# يورونت ورلد وايد
يورونت ورلد وايد هي مزود عالمي لخدمات الدفع الإلكتروني مقرها الولايات المتحدة في ليوود، كانساس.

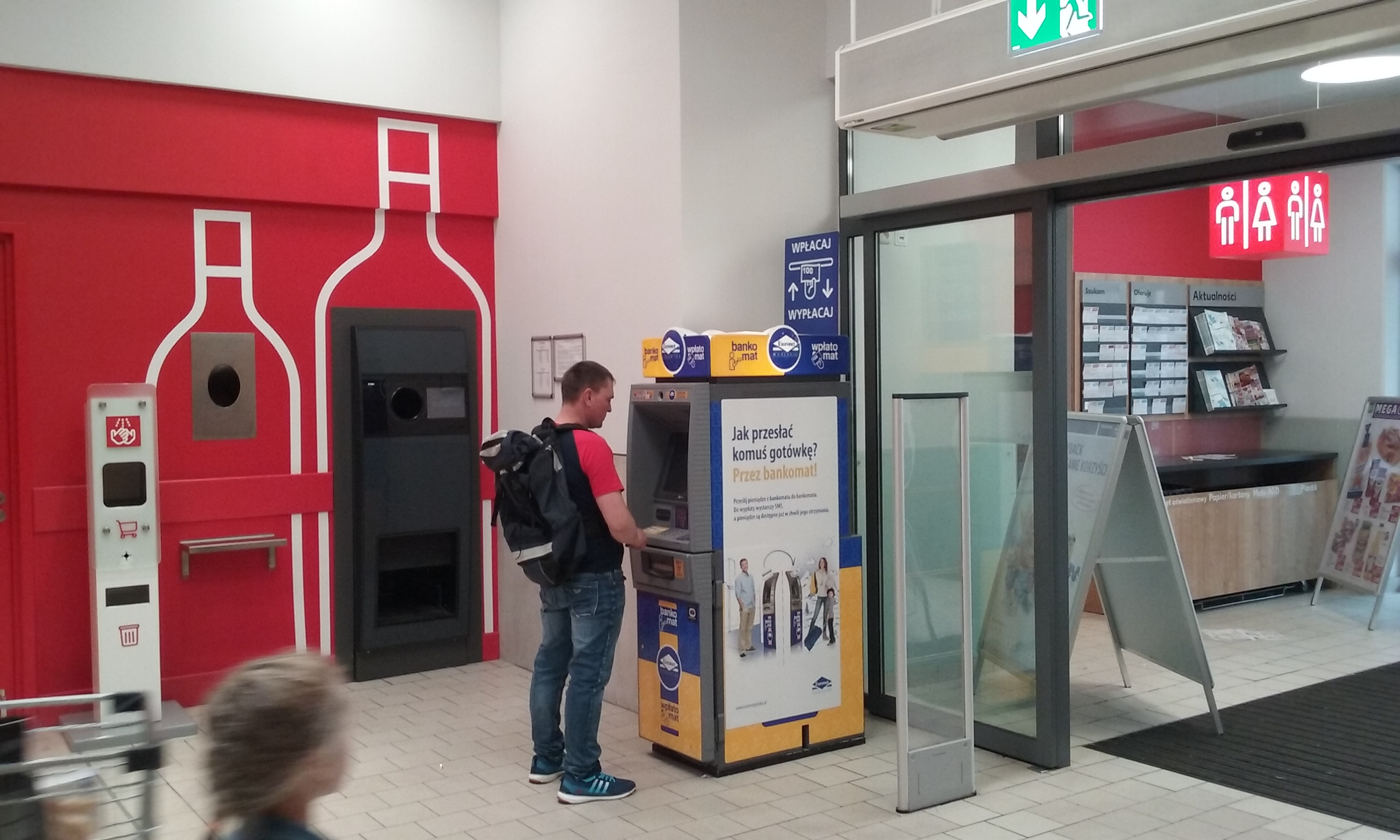
ماكينة الصراف الآلي (مع آلة الإيداع النقدي) يورونت في توماشوف مازويكي ، بولندا

## روابط خارجية
- التقرير السنوي لعام 2015 ، يشمل البيانات المالية المدققة من قبل KPMG
- الموقع الرسمي